# Pergalumna indivisa
Pergalumna indivisa är en kvalsterart som beskrevs av Sandór Mahunka 1995. Pergalumna indivisa ingår i släktet Pergalumna och familjen Galumnidae. Inga underarter finns listade i Catalogue of Life.